# Nechtan II
Nechtan II, conegut habitualment amb el nom de Nectan nepos Uerb, va ser rei dels bretons de Strathclyde i rei dels pictes entre el 600 i el 621.
Apareix amb el nom de Nechtan nepos Uerd (el nebot de Uerd) a les còpies manuscrites del 971/1072 de la Crònica picta i com a Nechtan mac Ird (el fill d'Ird) a les del 1187/1317. Segons aquesta mateixa crònica va regnar durant 20 anys. En altres fonts se l'assimila amb un tal Nechtan mac Canu i hauria mort el 621.
Per altra banda, Alfred P. Smyth i James E. Fraser proposen que Nechtan hauria estat membre de la dinastia dels reis bretons de Strathclyde, ja que al manuscrit MS 3859 de les genealogies de la col·lecció Harley apareix un rei amb el nom de Neithon map Guipno (Neithon fill de Gwyddno) que va ser cosí i successor de Rhydderch Hael, mort vers el 612.
Va ser sota el regnat d'aquest rei que els prínceps de Bernícia Eanfred, Oswiu i Osvald es van haver de refugiar a la terra dels pictes després de la mort del seu pare i la pujada al tron d'Edwin. De seguida s'haurien desplaçat fins al territori dels escots, a l'illa de Iona, i haurien convertit al cristianisme els seus habitants.